# Mistelås församling
Mistelås församling var en församling i Moheda pastorat i Allbo-Sunnerbo kontrakt i Växjö stift, Alvesta kommun i Kronobergs län. Församlingen uppgick 2024 i Slätthög-Mistelås församling. 
Församlingskyrka var Mistelås kyrka.

## Administrativ historik
Församlingen har medeltida ursprung. Församlingen uppgick 2024 i Slätthög-Mistelås församling.
Församlingen var till 1962 annexförsamling i pastoratet Slätthög och Mistelås, för att därefter vara annexförsamling i pastoratet Moheda, Ör, Slätthög, Mistelås och Ormesberga. Från 1986 är Mistelås församling annexförsamling i pastoratet Moheda, Slätthög och Mistelås.

## Folkmängd
Folkmängd 1805 enligt Socken Statistik öfver Swerige (1834): 523 personer.
Folkmängd 1830 enligt Socken Statistik öfver Swerige (1834): 646 personer.
Folkmängd 1839 enligt Anteckningar och statistiska upplysningar öfver Sverige (1839): 685 personer.
Folkmängd 1843 enligt Ny Smålands Beskrifning: 743 personer.
Folkmängd 1911 enligt Nordisk familjebok (1913). 688 personer.
Folkmängd enligt Bonniers konversationslexikon (1935). 610 personer.
Folkmängd 1951 enligt Svensk uppslagsbok (1951): 411 personer.
Folkmängd 1993 enligt Nationalencyklopedin (1994). 156 personer.
Folkmängd 2000-12-31 enligt SCB (2001): 147 personer.
Folkmängd 2005-12-31 enligt SCB (2006): 160 personer.
Folkmängd 2010-12-31 enligt SCB (2011): 147 personer.
Folkmängd 2015-12-31 enligt SCB (2016): 172 personer.
Kyrkotillhöriga 2000-12-31 enligt Svenska kyrkan: 134 personer.
Kyrkotillhöriga 2005-12-31 enligt Svenska kyrkan: 141 personer.
Kyrkotillhöriga 2010-12-31 enligt Svenska kyrkan: 120 personer.
Kyrkotillhöriga 2015-12-31 enligt Svenska kyrkan: 137 personer.
Församlingen är 2019 en av landets minsta vad gäller folkmängd och kyrkotillhöriga.